# Arabica FC Kirundo
El Arabica FC Kirundo es un equipo de fútbol de Burundi que juega en la Segunda División de Burundi, la segunda liga de fútbol más importante del país.

## Historia
Fue fundado en la Provincia de Kirundo, al norte del país, por inmigrantes árabes provenientes de Medio Oriente a causa de las guerras civiles. Lograron ascender a la Primera División de Burundi por primera vez a finales de la década de los años 1990s, pero nunca logró superar el tercer lugar obtenido en la temporada 2000.
Su última temporada hasta el momento en la Primera División de Burundi ha sido la del 2002 debido a problemas de la Federación de Fútbol de Burundi con la FIFA por el desvío de las donaciones hechas por el organismo a la Federación, lo que hizo que el torneo se anulara y los clubes de Burundi no pudieran competir internacionalmente en ese periodo.
A nivel internacional han participado en un torneo continental, en la Copa CAF 2001, en la que fue eliminado en la primera ronda por el Oserian Fastac de Kenia.

## Participación en competiciones de la CAF
| Temporada | Torneo   | Ronda | Club           | Casa | Visita | Global |
| --------- | -------- | ----- | -------------- | ---- | ------ | ------ |
| 2001      | Copa CAF | 1     | Oserian Fastac | 1-3  | 1-2    | 2-5    |